# Anasigerpes centralis
Anasigerpes centralis är en bönsyrseart som beskrevs av Roger Roy 1966. Anasigerpes centralis ingår i släktet Anasigerpes och familjen Hymenopodidae. Inga underarter finns listade i Catalogue of Life.